# Sceloporus melanogaster
Sceloporus melanogaster (нагірна ошийникова ігуана) — вид ігуаноподібних ящірок родини фриносомових (Phrynosomatidae). Ендемік Мексики.

## Поширення і екологія
Нагірні ошийникові ігуани широко поширені на Мексиканському нагір'ї, в штатах Халіско, Сан-Луїс-Потосі, Сакатекас, Агуаскальєнтес, Мічоакан і Мехіко. Вони живуть в кам'янистих місцевостях, в тріщинах серед скель, в хвойних і змішаних гірських лісах та на полях. Зустрічаються на висоті від 1000 до 3200 м над рівнем моря. Є живородними.